# Pagyda salvalis
Pagyda salvalis là một loài bướm đêm trong họ Crambidae.